# Wisdom (groupe)
Pour les articles homonymes, voir Wisdom.
Wisdom est un groupe hongrois de power metal, originaire de Budapest. Formé à l'automne 2001, le groupe est connu pour écrire ses musiques à partir de citations bien connues. Beaucoup de paroles du groupe ainsi que toutes les couvertures des albums font référence à un vieil homme appelé Wiseman.

## Historique

### Formation (2000–2001)

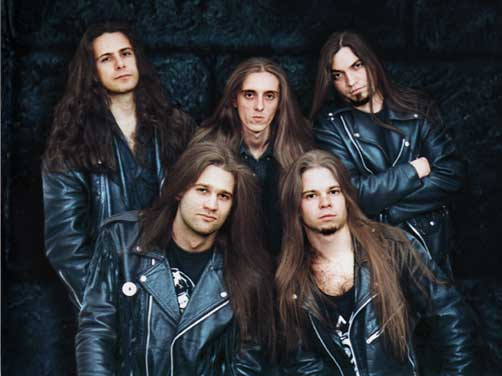
Première formation du groupe.

Dans les années 2000, le bassiste Máté Molnár et le guitariste Gábor Kovács jouent souvent dans des bars et clubs après s'être rencontrés grâce à des amis communs. À cette période, Gábor possédait son propre groupe de metal devenu notable grâce à leur unique démo. Mate, passionné par leur musique, pensait également à former son propre groupe de heavy et power metal. Pendant différents évènements où il se produisait, Mate avait pour objectif de former un groupe composé de grands musiciens de la scène underground hongroise. Le groupe est finalement formé lorsque Mate après l'arrivée de nouveaux membres. Après environ deux ans de recherche, ils recrutent les membres István « Nahi » Nachladal (chanteur et fondateur du groupe Morpheus), Balázs Hornyák (batteur du groupe Dynasty), et enfin Zsolt Galambos (guitariste du groupe Legendary formé par Gábor). Mais Gábor, qui ne souhaitait pas mélanger son groupe actuel avec la nouvelle formation, veut remplacer Zsolt par un autre guitariste.
Les premières répétitions prennent aussitôt place dans le garage de Gábor. Olivér Lukács, guitariste d'un autre groupe formé par Máté, joue dans un premier temps aux côtés des membres du groupe. Finalement, Zsolt rejoint la formation encore sans nom, qui est enfin complète. Pour enfin se trouver un nom, les membres rassemblent plusieurs idées pendant quelques semaines. Mate se souviendra soudainement du titre d'un film sorti en 1986, Wisdom, dans lequel Emilio Estevez incarne le personnage principal appelé John Wisdom. Aimant cette idée, ils décident de vérifier si un autre groupe portait le nom de Wisdom. Après de courtes recherches, ils découvrent qu'un ancien groupe allemand et un groupe de hip-hop portaient déjà ce nom. En raison de la différence des genres musicaux, ils adoptent le nom de Wisdom, sachant qu'ils ne pourraient être confondus.

### Débuts (2001–2003)

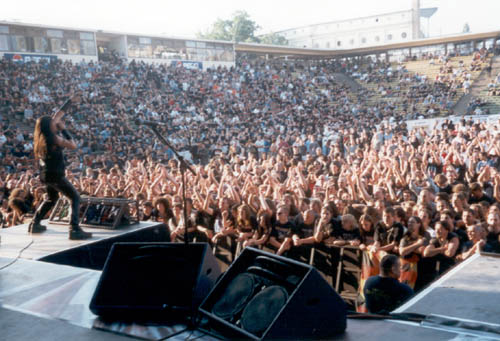
Wisdom à la tournée d'Iron Maiden en 2003.

Gábor enregistre ensuite la première chanson de Wisdom, intitulée Fate. Elle est suivie par la chanson mid-tempo Kind of Death. C’est ainsi qu’après avoir passé une année entière à répéter continuellement, et à écrire de nouvelles chansons, le groupe se présente officiellement au public. Les premières apparitions du groupe s'effectuent en avant-première de concerts. Presque exactement un an après leur première rencontre dans le pub, Wisdom donne son premier concert à Miskolc.
Les premiers concerts leurs valent la suite ; le public était très enthousiaste, et ils ont été séduits tout de suite par la nouvelle formation du groupe. Lors d'un concert à Budapest, les gens les plus en vue dans la société de rock hongrois ont l'occasion de voir Wisdom ; parmi eux se trouvait une personne[Qui ?] qui traite avec les actes et performances en Hongrie en international. À l'époque, cette personne participait à une tournée en 2003 appelée Give Me Ed ... 'Til I’m Dead Tour d'Iron Maiden. La gestion d'Iron Maiden permet de présenter leur démo et ouvre le concert d’un groupe de rock[Lequel ?] dans un stade de 15 000 personnes.

### Wisdomet Wiseman (2004–2005)
Le rédacteur en chef du plus grand magazine de moto, Born to be Wild, choisit de soutenir le groupe. Ils jouent sur scène pour Saxon et sont invités pour la tournée UDO-Doro. Un autre invité de la tournée UDO-Doro était le groupe suédois/allemand Dionysos[Lequel ?] et le chef du groupe, Ronny Milianowicz, qui montre lui-même un vif intérêt pour le groupe. Il prévoit un projet commun avec Nahi et décide de passer Wisdom à l'étranger, en les aidant à leurs premiers enregistrements. Wisdom décide d'enregistrer sept chansons en studio, dont quatre titres, qui seront publiés en Hongrie, et l’ensemble qui sera envoyé aux maisons de disques et aux organisateurs de concerts à des fins promotionnelles. Pendant ce temps, le concept de Wisdom commence à prendre forme. Le groupe souhaite construire un monde narratif autour du nom, Wisdom, dès le début prenant pour exemples Eddie d'Iron Maiden ou Vic de Megadeth. La pochette de l'album est réalisée par Gyula Havancsák (Hjules), un graphiste qui donnera naissance à Wiseman (le vieil homme sage qui est la mascotte du groupe). L’histoire est maintenant achevée et l’illustration de ce vieux sage qui représente le groupe sera présente sur chaque couverture et pistes du groupe. Ils tournent ensuite une vidéo pour soutenir la sortie de la chanson, filmée en février 2004.
À l'arrivée de l’été 2004, le groupe termine la post-production de son nouvel EP, intitulé Wisdom, qui sera publié en juillet la même année. Le groupe s'inspire de citations de scientifiques, de philosophes et d’artistes qui résumeront brièvement leurs chansons. Wisdom continuera sur cette lancée pour ces prochains albums. L’EP est publié comme CD bonus pour le magazine HammerWorld (version hongroise du magazine Metal Hammer. À cette période, Balázs Hornyák quitte le groupe, et est remplacé par Csaba Czébely. Après la sortie de l'EP, Wisdom joue en concert aux côtés du groupe suédois Europe. Cet événement leur permet de se faire inviter à plusieurs autres concerts durant le printemps 2005. Wisdom termine sa tournée avec le groupe Ossian. Pour faire patienter les auditeurs en attendant leur prochain album, les membres du groupe décident de tourner une vidéo de la chanson Unholy Ghost en version acoustique. La vidéo est tournée dans une forêt près de l'hippodrome Hungaroring.
Le premier concert du groupe en tête d'affiche se donne le 19 novembre 2005 à Budapest. Ce concert est appelé Keep Wiseman Alive ; ce nom veut dire qu'aussi longtemps que le public sera là, Wiseman et le groupe resteront en vie. Jouant dans leur ville natale, les membres décident d'ajouter plus de détails visuels à leur performance, agrémentés d'effets spéciaux pyrotechniques. En 2006, Wiseman rejoint le groupe sur scène pour quelques minutes pendant la chanson titre de l'album Words of Wisdom. Sept ans plus tard, Wiseman rejoint le groupe une fois de plus sur scène pour la sortie de l’album Marching for Liberty.

### Words of Wisdom(2006–2008)

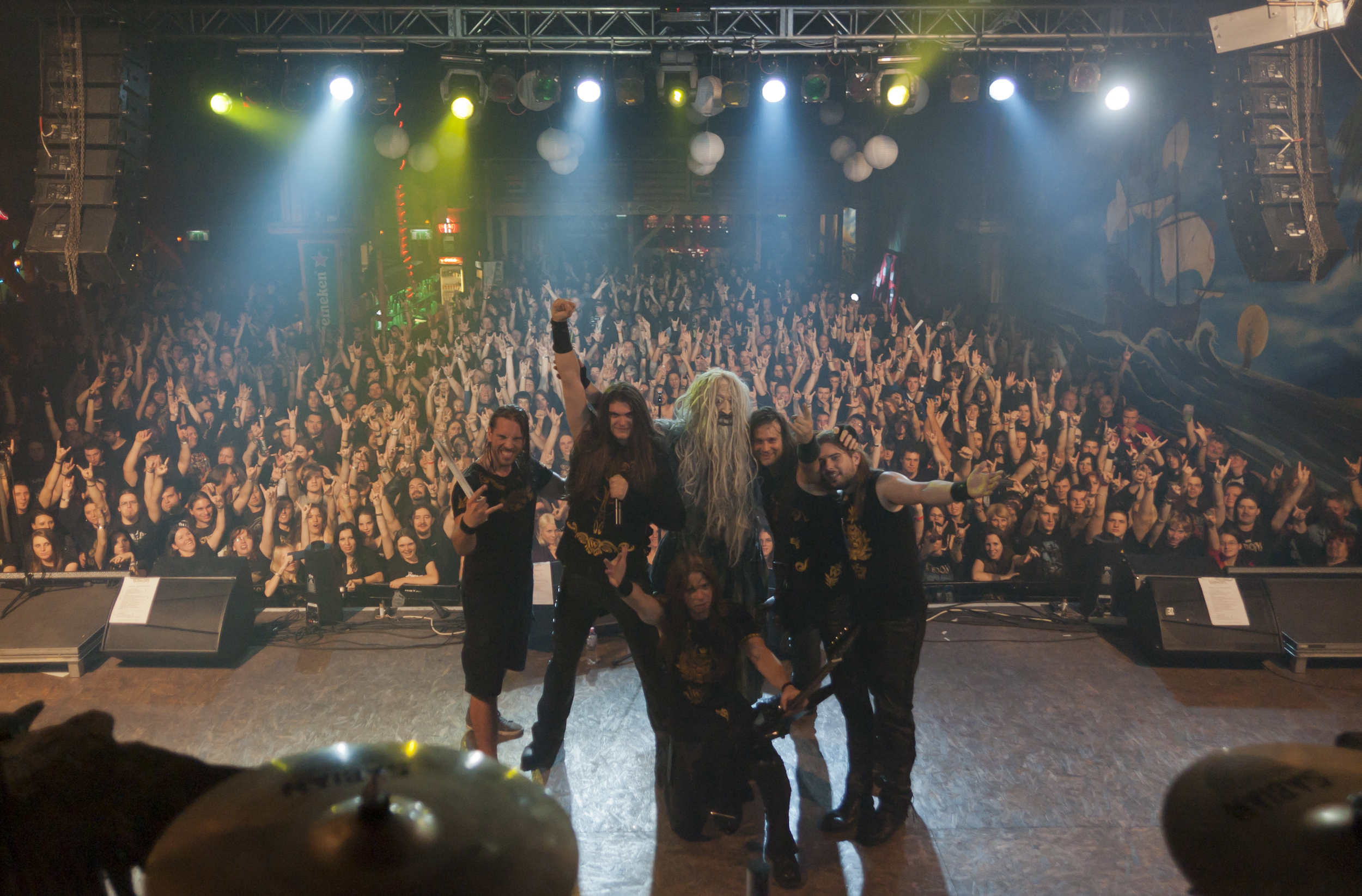
Keep Wiseman Alive, en 2013.

Le début de l'année 2006 est marqué par une performance de Wisdom aux côtés de leurs idoles de longue date, Helloween. Cet évènement est suivi par une tournée. À l'enregistrement de leur premier album studio, Péter Kern remplace Csaba Czébely à la batterie. Après de longues négociations avec les maisons de disques, le premier album du groupe, intitulé Words of Wisdom, est publié au label Hammer Records. La majeure partie de l'album est enregistrée aux studios Finnvox. Peu de temps après, le groupe signe au label Soundholic Records, qui réédite leur premier album pour une distribution japonaise. Wisdom devient alors le premier groupe de rock hongrois distribué en Asie.
Wisdom sera nommé parmi cinq concurrents au Concours Eurovision de la chanson 2007. Le concours étant axé sur la musique pop, le groupe ne parvient pas à gagner, mais réussit en revanche  à se faire encore mieux connaître. Le lendemain, après la cérémonie de remise des prix, le Musée Kiscelli permet l'accès à Wisdom pour tourner une vidéo de leur chanson Poetica, dans laquelle Wiseman fait également une apparition. Au printemps 2007, Wisdom entreprend une tournée en soutien à leur album. À l'été cette même année, Wisdom est demandé pour l'ouverture du concert Heaven and Hell de Black Sabbath, et pour participer à d'autres événements comme le Sziget Festival. La popularité de Wisdom grandit en parallèle à la tension entre les membres. Nahi, ne pouvant se libérer pour jouer avec le groupe, est renvoyé. Mais les membres restants du groupe ne savent pas comment continuer sans lui. Étant déjà sous contrat pour donner d'autres concerts, le groupe fait appel à Zoltán Kiss. Au cours de cette tournée, ils sortent un single intitulé At the Gates. Après sa sortie, Wisdom se fond dans le silence en 2008, le temps de faire une pause et décider de l'avenir du groupe.

### Judas(2009–2013)

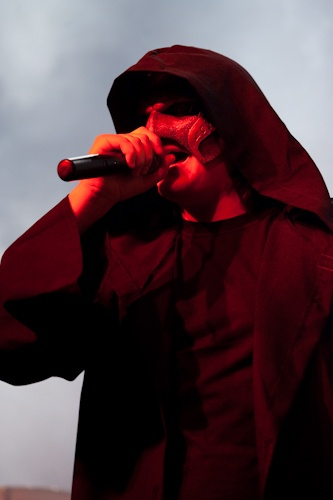
NG the Mask, chanteur du groupe, sur scène.

Le silence est rompu par un concert comme acte d'ouverture pour Judas Priest. À cette période, Balázs Ágota joue de la batterie dans le groupe, remplaçant Péter Kern à cause de complications de santé mettant un terme à sa carrière musicale. Puis, au cours des deux années suivantes, Wisdom s'éloigne du public ; les membres du groupe se consacrent à écrire activement de nouvelles chansons et à l'enregistrement d'un nouvel album studio, même si les auditions pour remplacer le chanteur étaient loin d'être terminées.
Au printemps 2010, Gábor fait la rencontre de Gábor Nagy lors d'une fête, les deux s'étant présentés par le biais d'un ami commun. Ils réaliseront qu'ils ont déjà joués ensemble. NG explique avoir voulu postuler comme chanteur au sein de Wisdom, mais ne pouvait y être admis à cause de ses cheveux trop courts. La partie restante de la nuit se passe au karaoké. Gábor appellera NG pour enregistrer une démo, qui suit par d’autres enregistrements. NG devient alors officiellement le nouveau chanteur du groupe, qui enregistre son nouvel album. Le groupe décident de filmer leur quatrième vidéo de la chanson intitulée Live Forevermore, qui reflète l'histoire de la Hongrie. Wisdom choisit de tourner la vidéo à Tárnok qui est, par coïncidence, le lieu de tournage du film Hellboy 2. Afin de promouvoir son nouvel album, Wisdom fait une tournée à l'automne 2010, durant laquelle NG se cache derrière un masque à tous les concerts. Wisdom ne voulait pas que le public découvre le visage de leur nouveau chanteur avant la sortie de l'album. Les cheveux de NG n'étaient pas très longs, ce qui aurait brisé l'uniformité du groupe. Cette tactique de marketing réussie garde le public en haleine.
Leur nouvel album, intitulé Judas est publié en avril 2011 en Hongrie et fait participer Mats Levén (Therion, Malmsteen, Vance) au chant. En automne, le groupe tourne une nouvelle vidéo de l'un de ses titres plus lyriques appelés Heaven and Hell. Le tournage s'effectue dans le jardin pittoresque du château de la famille Festetics. À ce moment, le groupe célèbre son 10e anniversaire lors d'une tournée nommée X Wise Years, avec des concerts dans 10 des plus grandes villes hongroises, dont Budapest. L'année 2012 commence avec des signatures de contrats et des offres. En février 2012, le groupe signe au label NoiseArt Records qui offre la possibilité au groupe de s'ouvrir à la scène internationale. Le guitariste Zsolt ne peut assurer cette nouvelle notoriété et quitte le groupe. Il est alors remplacé par Máté Bodor. En août 2012, l'album Judas est publié à l'international, notamment au Japon par Spinning Records, et en Amérique du Nord par CD InZane LLC. Ils tournent alors pendant deux mois à travers l'Europe de l'Ouest, puis pendant deux semaines au Royaume-Uni. En 2013, ils tournent en Europe de l'Est pendant un mois. À la fin de cette tournée, ils comptent un total de 58 spectacles, dans 38 pays avec Sabaton et Eluveitie.

### Marching for Liberty(depuis 2013)
Le 27 septembre 2013, le troisième album du groupe, intitulé Marching for Liberty, est publié. Il est publié à l'échelle internationale par NoiseArt Records, et est assez bien accueilli par la presse spécialisée,,. L'album atteint la première place des classements musicaux hongrois (MAHASZ). Fabio Lione (Rhapsody of Fire, Vision Divine, Kamelot, Angra) chante plusieurs parties dans l'album. Immédiatement après la nouvelle version, le groupe commence une tournée en Europe aux côtés de Powerwolf. Lors de leur 7e année du spectacle Keep Wiseman Alive, Powerwolf monte sur scène en tant qu'invité du groupe Wisdom.

## Discographie

### Albums studio
- 2006 : Words of Wisdom
- 2011 : Judas
- 2013 : Marching for Liberty
- 2016 : Rise of the Wise

### EPs
- 2004 : Wisdom
- 2007 : At the Gates

## Vidéographie
- Strain of Madness (2004)
- Unholy Ghost (2005)
- Wisdom (2007)
- Live Forevermore (2011)
- Heaven and Hell (2011)

## Membres

### Membres actuels
- Gábor Kovács - guitare, chant d'accompagnement (depuis 2001)
- Máté Molnár - basse (depuis 2001)
- Gábor Nagy - chant (depuis 2010)
- Tamás Tóth - batterie (depuis 2014)
- Anton Kabanen - guitare (depuis 2015)

### Anciens membres
- Zsolt Galambos - guitare (2001–2012)
- István Nachladal - chant (2001–2007)
- Péter Kern - batterie (2006–2008)
- Csaba Czébely - batterie (2004–2005)
- Balázs Hornyák - batterie (2001–2003)
- Balázs Ágota - batterie (2008–2014)
- Máté Bodor - guitare (2012–2015)

## Concerts deKeep Wiseman Alive
| Concert                | Date             | Venue                  | Spectacle                                                                   | Soutien                              | Invités                    | Détails | Affiche |
| ---------------------- | ---------------- | ---------------------- | --------------------------------------------------------------------------- | ------------------------------------ | -------------------------- | --- | ------- |
| Keep Wiseman Alive I   | 19 novembre 2005 | Wigwam Rock Club       | Antique style castle scenery Pyrotechnics, artificial snow, burning cymbals | Halor (Hu)                           | Szűcs Attila Fábián Attila | Les fans qui sont arrivés dans en t-shirt Wisdom ont reçu un briquet qu'ils pouvaient échanger contre une bière fantôme Unholy réalisée sur des guitares acoustiques.                   |         |
| Keep Wiseman Alive II  | 18 novembre 2006 | Wigwam Rock Club       | Middle age scenery, water-spouts                                            | Rómeó Vérzik (Sk)                    | Kiss Zoltán Schrott Péter  | Words Of Wisdom l'album du show Real life Wiseman sur scène |         |
| Keep Wiseman Alive III | 23 décembre 2007 | Wigwam Rock Club       | Scène typé forêt Pyrotechniques                                             | ---                                  | Horváth István (Pityesz)   | Au Gates EP le show Tous les anciens batteurs de Wisdom ensemble sur le même show. |         |
| Keep Wiseman Alive IV  | 14 novembre 2009 | Club202                | Castle-like design                                                          | Tristana (Sk) Avatar (Hu)            | Peter Wilsen               | Le show appelé Wiseman is Alive, pour montrer que la bande est toujours active Comme dans le passé, le show a duré 3 heures, la première partie avec Nahi, la deuxième avec Zoltan Kiss |         |
| Keep Wiseman Alive V   | 17 décembre 2011 | Club202                | Cave-like stage design Pyrotechnics                                         | Chronology (Hu) iScream (Hu)         | Kiss Zoltán                | Le show pour la sortie de l'album Judas Dernier concert de la X ans Wise, tournée nationale avec le soutien des sponsors les 300 premiers fans reçu un tee-shirt de Wisdom              |         |
| Keep Wiseman Alive VI  | 8 décembre 2012  | Club202                |                                                                             | Twister (Hu)                         | ---                        | La première performance nationale avec le nouveau guitariste Mate Bodor Avec le support des sponsors, les 300 premiers fans ont reçu un chapeau Wisdom.                                 |         |
| Keep Wiseman Alive VII | 15 novembre 2013 | Barba Negra Music Club |                                                                             | Powerwolf (De) Tales of Evening (Hu) | ---                        | Le show pour la sortie de l'album Marching For Liberty Wiseman réapparaît sur scène après 7 ans.                                                                                        |         |